# グレゴリー・シャミトフ
グレゴリー・シャミトフ(Gregory Errol Chamitoff、1962年8月6日-)は、カナダのモントリオール出身の技術者、アメリカ航空宇宙局(NASA)の宇宙飛行士である。2008年に第17次長期滞在及び第18次長期滞在で国際宇宙ステーションに6か月滞在し、また2011年にはSTS-134で15日間宇宙を訪れた。STS-134は、スペースシャトル・エンデバーの最後のミッションで、アルファ磁気分光器が運ばれ、USOS(US Orbital Segment)が完成した。

## 教育
シャミトフは、モントリオールでロシア系のユダヤ教の家庭に生まれ、6歳の時にアポロ11号の月面着陸を見て、宇宙飛行士になることを志した。
以下の学校を卒業した。
- 1980年:ブラックフォード高校卒業（カリフォルニア州サンホセ）
- 1984年:カリフォルニア・ポリテクニック州立大学 学士(電子工学)
- 1985年:カリフォルニア工科大学 修士(航空工学)
- 1992年:マサチューセッツ工科大学 博士(航空宇宙工学)
- 2002年:ヒューストン大学クリアレイク校 修士(宇宙科学)[3]

## 初期のキャリア
学部生時代に、シャミトフは回路設計を教え、Four-Phase Systems、アタリ、ノーテルネットワークス、IBMで夏のインターンシップを行った。
卒論テーマとして、自律制御ロボットを作った。マサチューセッツ工科大学及びチャールズ・スターク・ドレイパー研究所（1985年-1992年）では、いくつかのNASAのプロジェクトに携わった。ハッブル宇宙望遠鏡の展開の際の安定性の分析、スペースシャトルの自動飛行システムの更新の設計、フリーダム宇宙ステーションの高度制御システムの研究等を行った。彼の博士課程のテーマにより、超音速機のロバストで賢い飛行制御への新しいアプローチが発展した。
1993年から1995年までシドニー大学の客員教授を務め、自動飛行機の開発グループを率い、また飛行力学と制御の授業を担当した。飛行機や宇宙機の制御、軌道の最適化、火星ミッションの設計等、多くの論文を書いている。

## NASAでのキャリア
1995年、シャミトフは、ジョンソン宇宙センターのMission Operations DirectorateのMotion Control Systems Groupに加わり、宇宙機の高度制御のモニタリング、予測、分析、手動最適化のためのソフトウェアを開発した。
1998年に宇宙飛行士の候補に選ばれ、1998年8月から訓練を開始し、2000年にミッションスペシャリストの資格を得た。国際宇宙ステーションの第9次長期滞在では、CAPCOMを率い、第6次長期滞在では乗組員の支援を行い、機体上での手順の開発等を行った。
2002年7月、NEEMO 3ミッションの一環として、9日間、海中居住施設アクエリアスに滞在した。
第15次長期滞在/第16次長期滞在ではフライトエンジニアとして、STS-117/STS-120ではミッションスペシャリストとして、ともにクレイトン・アンダーソンのバックアップを務めた。

### 第17次長期滞在/第18次長期滞在
シャミトフは、国際宇宙ステーションの長期滞在ミッションに従事した。STS-124のミッションスペシャリストとして打ち上げられ、第17次長期滞在では、フライトエンジニア及びサイエンスオフィサーを務め、6か月の任務を終え、STS-126で地球に帰還した。
個人的割当の一部で、シャミトフは初めてベーグルを宇宙に持ち込んだ。従兄弟がオーナーを務める、モントリオールの有名なベーグル店であるフェアマウント・ベーグルの胡麻ベーグル18個を3つのバッグに入れて持ち込んだ。彼はまた、ベルクロのチェスセットを持ち込んで、ミッションコントロールと白熱したゲームを行った。
第18次長期滞在の始めにリチャード・ギャリオットが滞在すると、シャミトフとギャリオットは、宇宙空間での初めての手品ショーを撮影した。また、ユーリ・ロンチャコフ、マイケル・フィンク、ギャリオットとともに、宇宙空間で初めてSF映画Apogee of Fearの撮影を行った。
ミッション中にSPHERESで実験を行った後、彼は高校生がロボットをプログラムするZero Robotics競技会を設立した。

### STS-134
最後から2番目のスペースシャトルのミッションであるSTS-134では、シャミトフはミッションスペシャリストを務めた。2度の宇宙遊泳を行い、国際宇宙ステーションを完成させた。

## ギャラリー
- 2008年11月、ISS上のシャミトフ
- 第17/18次長期滞在の乗組員
- STS-134で最後の宇宙遊泳を行うシャミトフ
- STS-134で、ユニティで休憩するマーク・ケリー、ロベルト・ヴィットーリとシャミトフ

## NASA後
現在は、シドニー大学で航空宇宙工学の教授、テキサスA&M大学で応用工学の教授を務めており、宇宙船の設計、操作、ダイナミクス、制御等を教えている。

## 私生活
シャミトフは、医学博士、公衆衛生学修士のAlison Chantal Cavinessと結婚し、2人の子供、NatashaとDimitriがいる。
趣味は、スキューバダイビング、トレッキング、航空、スキー、ラケットボール、合気道、ジャグリング、手品、ギター等である。チェスも趣味で、国際宇宙ステーション滞在中に地上の人と指したこともある。